# 限界バトル
「限界バトル」（げんかいバトル）は、JAM Projectの23枚目のシングル。2004年11月26日にLantisから発売された。

## 概要
- 前作「VOYAGER」から6ヶ月でのリリース。
- 表題曲「限界バトル」はテレビ東京系アニメ『遊☆戯☆王デュエルモンスターズGX』の第1期エンディングテーマとなっている。

## 収録曲
1. 限界バトル [4:08]
作詞：影山ヒロノブ・奥井雅美、作曲：影山ヒロノブ、編曲：河野陽吾
2. Battle Communication!! [5:09]
作詞：影山ヒロノブ、作曲：影山ヒロノブ・きただにひろし、編曲：須藤賢一
3. 限界バトル （カラオケ）
4. Battle Communication!! （カラオケ）

## タイアップ
| 曲名       | タイアップ                                                                  |
| ---------- | --------------------------------------------------------------------------- |
| 限界バトル | テレビ東京系アニメ『遊☆戯☆王デュエルモンスターズGX』第1期エンディングテーマ |

## 収録作品
| 2006年4月5日   | Olympia 〜JAM Project BEST COLLECTION IV〜        | 4枚目のベスト・アルバム。    |
| 2009年12月23日 | 遊☆戯☆王シリーズ デュエルヴォーカルベスト2        | ヴォーカルベスト・アルバム。 |
| 2010年12月22日 | JAM Project 10th Anniversary Complete BOX         | CD-BOX。                     |
| 2012年9月19日  | 遊☆戯☆王デュエルモンスターズGX ヴォーカルベスト!! | ヴォーカルベスト・アルバム。 |